# Krajevna skupnost Slava Klavora
Krajevna skupnost Slava Klavora (krajše KS Slava Klavora) je bivša krajevna skupnost v Mariboru, ki je obsegala skrajno severni del mestnega naselja Tezno. Ime je dobila po politični delavki in narodni herojinji Slavi Klavori. KS je delovala v okviru občine Maribor-Tezno, njen sedež se je nahajal na Bevkovi ulici 2. 

## Zgodovina
KS Slava Klavora je bila ustanovljena leta 1978 na podlagi izida referenduma o ustanovitvi novih KS na območju nekdanje KS Tezno, ki je potekal leta 1977. Na podlagi Odloka o mestnih četrteh in krajevnih skupnosti v Mestni občini Maribor se je KS Slava Klavora, skupaj s KS Silvira Tomasini in KS Martin Konšak leta 1996 združila v enotno Mestno četrt Tezno.

## Geografija
KS je pokrivala severni del mestnega naselja Tezno. Obsegala je večinoma gosto urbano področje s stanovanjskimi bloki in del industrijske cone na Teznu. Na severu in vzhodu je mejila na občino Maribor-Tabor, na jugu na KS Martin Konšak in vzhodu na Stražunski gozd, ki se je nahajal v Občini Maribor-Pobrežje. Površina KS je merila 81,25 ha.

## Prebivalstvo
Po številu prebivalcev je bila to najštevilčnejša KS v Občini Maribor-Tezno saj je imela leta 1987 približno 4600 prebivalcev.